# Peter Goldsworthy
Peter Goldsworthy, född 12 oktober 1951 i Minlaton.  är en av  Australiens mest prominenta författare. Genom sitt författarskap inom noveller, poesi, romaner, och opera har han vunnit ett flertal priser.
Han är läkare och utexaminerades från University of Adelaide 1974. Goldsworthys romaner har sålts i över en kvarts miljon exemplar och han har översatts till många europeiska och asiatiska språk.

### Romaner
- 1989 - Maestro
- 1992 - Magpie
- 1992 - Honk If You are Jesus
- 1995 - Wish
- 1996 - Keep it Simple, Stupid
- 2003 - Three Dog Night